# Нтерере, Жан-Берхманс
Жан-Берхманс Нтерере (рунди Jean-Berchmans Nterere, 1 сентября 1942 года, Бурунди — 5 мая 2001 года, Муйинга, Бурунди) — католический прелат, епископ Муйинги с 1 июля 1994 года по 5 мая 2001 год.

## Биография
11 октября 1970 года Жан-Берхманс Нтерере был рукоположён в священника.
23 января 1992 года Римский папа Иоанн Павел II назначил Жана-Берхманса Нтерере вспомогательным епископом Муйинги. 10 мая 1992 года состоялось рукоположение Жана-Берхманса в епископа, которое совершил епископ Муйинги Рожер Мпунгу в сослужении с епископом Бурури Бернаром Будидирой и епископом Бужумбуры Симоном Нтамваной.
1 июля 1997 года Римский папа Иоанн Павел II назначил Жана-Берхманса Нтерере епископом Муйинги.
Скончался 5 мая 2001 года в городе Муйинга.